# پیر آکونو
پیر آکونو (انگلیسی: Pierre Akono؛ زادهٔ ۲۹ ژوئن ۲۰۰۰) بازیکن فوتبال اهل کامرون است.
از باشگاه‌هایی که در آن بازی کرده است می‌توان به باشگاه فوتبال اوپن اشاره کرد.
وی همچنین در تیم ملی فوتبال کامرون بازی کرده است.